# 1955-ös magyar női kézilabda-bajnokság (első osztály)
Az 1955-ös magyar női kézilabda-bajnokság az ötödik női kézilabda-bajnokság volt, melyet kispályán rendeztek. A csapatok ismét területi (budapesti és megyei) bajnokságokban játszottak, a győztesek (Budapestről és egyes megyékből több helyezett is) az országos középdöntőben, majd az országos döntőben küzdöttek tovább a végső helyezésekért. Budapesten két csoportban kilenc-kilenc csapat indult el, a csapatok két kört játszottak. Az országos fordulókban már csak egy kör volt.
A Lokomotív, Postás és Előre egyesületek Törekvés, a Petőfi, Fáklya és Lendület egyesületek Bástya néven egyesültek.

## Országos döntő
| #  | Csapat             | M | Gy | D | V | G+ | G- | P |
| -- | ------------------ | - | -- | - | - | -- | -- | - |
| 1. | Debreceni Törekvés | 3 | 2  | 1 | 0 | 13 | 6  | 5 |
| 2. | Bp. Vörös Meteor   | 3 | 2  | 0 | 1 | 7  | 6  | 4 |
| 3. | Csepeli Vasas      | 3 | 1  | 0 | 2 | 20 | 13 | 2 |
| 4. | Győri Vasas        | 3 | 0  | 1 | 2 | 9  | 24 | 1 |

* M: Mérkőzés Gy: Győzelem D: Döntetlen V: Vereség G+: Dobott gól G-: Kapott gól P: Pont

## Országos középdöntő
- Pécs: 1. Bp. Vörös Meteor 6, 2. Szombathelyi Vörös Lobogó 3, 3. Pécsújhegyi Bányász 2, 4. Váci Szövő 1 pont
- Győr: 1. Győri Vasas 6, 2. Bp. Szikra 4, 3. Tatai Törekvés 2, 4. Pápai Vasas 0 pont
- Debrecen: 1. VL Pamuttextil 5, 2. Debreceni Törekvés 5, 3. Hódmezővásárhelyi Törekvés 2, 4. Nagykállói FSK 0 pont
- Eger: 1. Csepeli Vasas 6, 2. Egri Vörös Meteor 3, 3. Debreceni Dózsa 3, 4. Ózdi Vasas 0 pont

Megjegyzés: A debreceni csoportból utólag a Nagykállói FSK-t törölték, ezért az azonos pontszámmal élen végzett két csapat újra megmérkőzött az országos döntő előtt, hogy melyikük jusson tovább: Debreceni Törekvés-VL Pamuttextil 5:2, hosszabbítás után. Így az eredetileg második Debreceni Törekvés játszhatott a döntőben, melyet meg is nyert!

## Budapest

### Béke csoport
| #  | Csapat                        | M  | Gy | D | V  | G+  | G-  | P  |
| -- | ----------------------------- | -- | -- | - | -- | --- | --- | -- |
| 1. | Csepeli Vasas                 | 16 | 14 | 2 | 0  | 93  | 36  | 30 |
| 2. | VL Pamuttextil                | 16 | 11 | 2 | 3  | 69  | 31  | 24 |
| 3. | VL Goldberger                 | 16 | 11 | 0 | 5  | 111 | 55  | 22 |
| 4. | Bp. Spartacus                 | 16 | 10 | 1 | 5  | 99  | 55  | 21 |
| 5. | Testnevelési Főiskola Haladás | 16 | 8  | 2 | 6  | 56  | 61  | 18 |
| 6. | Vasas Híradótechnika          | 16 | 8  | 1 | 7  | 73  | 60  | 17 |
| 7. | Rákospalotai Törekvés         | 16 | 3  | 0 | 13 | 22  | 75  | 6  |
| 8. | VL Lőrinci Fonó               | 16 | 3  | 0 | 13 | 19  | 130 | 6  |
| 9. | VL Gyapjúfonó                 | 16 | 0  | 0 | 16 | 13  | 52  | 0  |

### Május 1. csoport
| #  | Csapat            | M  | Gy | D | V  | G+  | G-  | P  |
| -- | ----------------- | -- | -- | - | -- | --- | --- | -- |
| 1. | Bp. Vörös Meteor  | 16 | 14 | 1 | 1  | 68  | 20  | 29 |
| 2. | Bp. Szikra        | 16 | 13 | 1 | 2  | 115 | 37  | 27 |
| 3. | Vasas Elzett      | 16 | 10 | 1 | 5  | 91  | 41  | 21 |
| 4. | VL Újpesti Gyapjú | 16 | 9  | 3 | 4  | 53  | 36  | 21 |
| 5. | VL Kistext        | 16 | 7  | 0 | 9  | 45  | 89  | 14 |
| 6. | VL Bőrtex         | 16 | 5  | 2 | 9  | 45  | 63  | 12 |
| 7. | Bp. Törekvés      | 16 | 5  | 2 | 9  | 37  | 53  | 12 |
| 8. | Törekvés Autótaxi | 16 | 3  | 1 | 12 | 38  | 106 | 7  |
| 9. | VL Dunatextil     | 16 | 0  | 1 | 15 | 25  | 72  | 0  |

* M: Mérkőzés Gy: Győzelem D: Döntetlen V: Vereség G+: Dobott gól G-: Kapott gól P: Pont